# Monument d'Enric d'Ossó
El Monument d'Enric d'Ossó és una obra de Vinebre (Ribera d'Ebre) inclosa a l'Inventari del Patrimoni Arquitectònic de Catalunya.

## Descripció
Situada a la plaça de l'església, davant la casa rectoral.
Escultura de marbre de mida natural que representa la figura d'Enric d'Ossó amb una nena als peus. Estan drets, ell ataviat amb una túnica i ella encarada cap a ell. En una mà sosté un llibre i amb l'altra apunta a la nena, que mira cap amunt buscant la mirada del beat. Estan situats sobre un pedestal format per dos blocs de pedra, a la part frontal dels quals hi ha inscrit: "ENRIQUE DE OSSÓ Y CERVELLÓ / HIJO DE ESTE PUEBLO / DE VINEBRE / FUNDADOR DE LA COMPAÑÍA / DE SANTA TERESA".

## Història
L'estàtua feta per J. Busquets el 1957, com a regal que feren les monges de la companyia de Santa Teresa de Jesús al poble de Vinebre, pàtria del fundador.